# 东平府 (北宋)
东平府，中国北宋时设置的府。在今山东省境。
宣和元年（1119年），宋徽宗将郓州改为东平府，治所在须城县（今山东省东平县）。管辖今东平、汶上、梁山、平阴、肥城、阳谷、东阿等地。1128年，金朝立刘豫为齐帝，先治大名，后迁须城伪称东京。
金朝为山东西路治所。元朝时，改为东平路。元末，朱元璋吴元年（1367年），复为东平府，须城县为东平府治，寿张县沿属。明朝洪武三年（1370年），寿张县分并须城、阳谷县。洪武七年（1374年）十一月，东平府降为州，同时撤须城县并入东平州，属济宁府。

## 历任长官
金朝东平尹
- 完颜昂（1138年—1144年）
- 唐括重国（1150年）
- 蒲察斡论（1152年—1153年）
- 纥石烈怀忠（1155年—1156年）
- 石抹荣（1159年—1162年）
- 徒单克宁（1168年—1169年）
- 乌古论三合（1174年—1175年）
- 蒲察鼎寿（1176年—1177年）
- 乌古论思列（1184年—1185年）
- 完颜守贞（1192年）
- 张万公（1193年—1195年）
- 仆散琦（1197年—1199年）
- 乌古论谊（1203年—1204年）
- 乌林答与（1214年）
- 完颜弼（1215年—1216年）
- 蒙古纲（1217年—1221年）
- 孙邦佐（1223年）[2]